# Суша
Сушата е част от земната повърхност, която не е покрита от океани и морета, т.е. това е общо наименование на всички континенти и острови. В понятието обичайно не се включват езерата, язовирите и големите реки.
Общата площ на сушата е над 149 млн. km² (29,2% от повърхността на Земята). Сушата е много важна за екологията.